# غينارو فاسكيز روجاس
غينارو فاسكيز روجاس (بالإسبانية: Genaro Vázquez Rojas)‏ هو نقابي ومدرس وعسكري مكسيكي، ولد في 10 يونيو 1931 في San Luis Acatlán (municipality) ‏ في المكسيك، وتوفي في 2 فبراير 1972 في موريليا في المكسيك.